# Partenocarpie

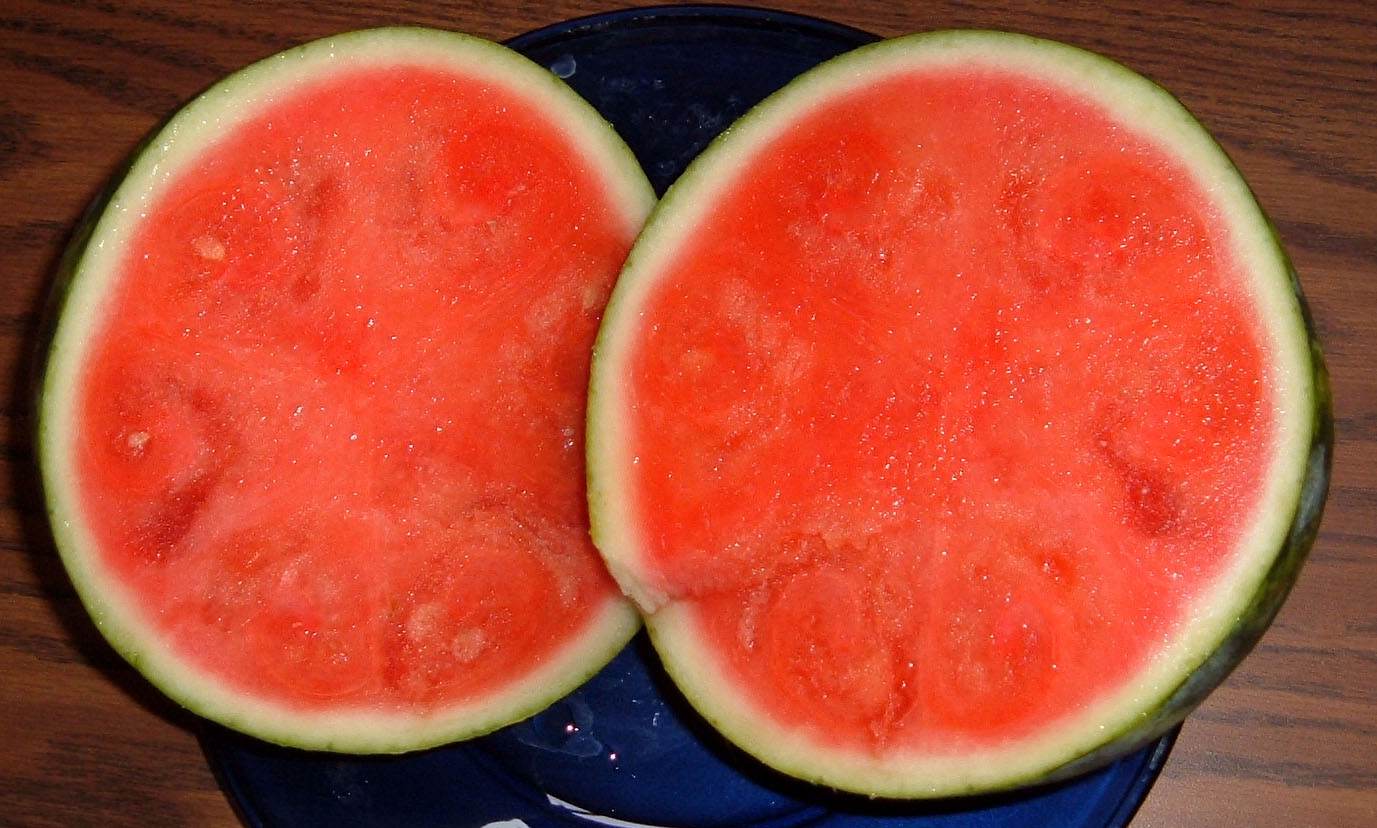
Pepene verde lipsit de semințe

În botanică și horticultură, partenocarpia este un fenomen natural sau artificial prin care are loc dezvoltarea fructului din ovar în lipsa fenomenului de fertilizare, ceea ce duce la formarea unor fructe fără semințe. Fenomenul este cunoscut din perioade antice, dar a fost descris științific pentru prima dată de botanistul german Fritz Noll în anul 1902.
Stenospermocarpia este un proces similar, dar care produce fructe cu semințe foarte mici, care par să fie lipsite de semințe. În acest caz, polenizarea și fecundația normală au loc, dar embrionul sau embrionii formați sunt abortați.

## Legături externe
- „Partenocarpie” la DEX online